# Ligdia inspersata
Ligdia inspersata là một loài bướm đêm trong họ Geometridae.